# Øksendrup Kirke
Øksendrup Kirke er kirken i Øksendrup Sogn i Nyborg Kommune (tidligere Ørbæk Kommune).

## Eksterne kilder og henvisninger
- Øksendrup Kirke hos KortTilKirken.dk